# Catedral de Trento
La Catedral de Trento o Catedral de Sant Vigili (en italià: Cattedrale di San Vigilio, més coneguda com a Duomo o Cattedrale di Trento) és una catedral a la ciutat italiana de Trento, en el Trentino-Alto Adige. Està dedicada a sant Vigili, patró de la ciutat.

## Història

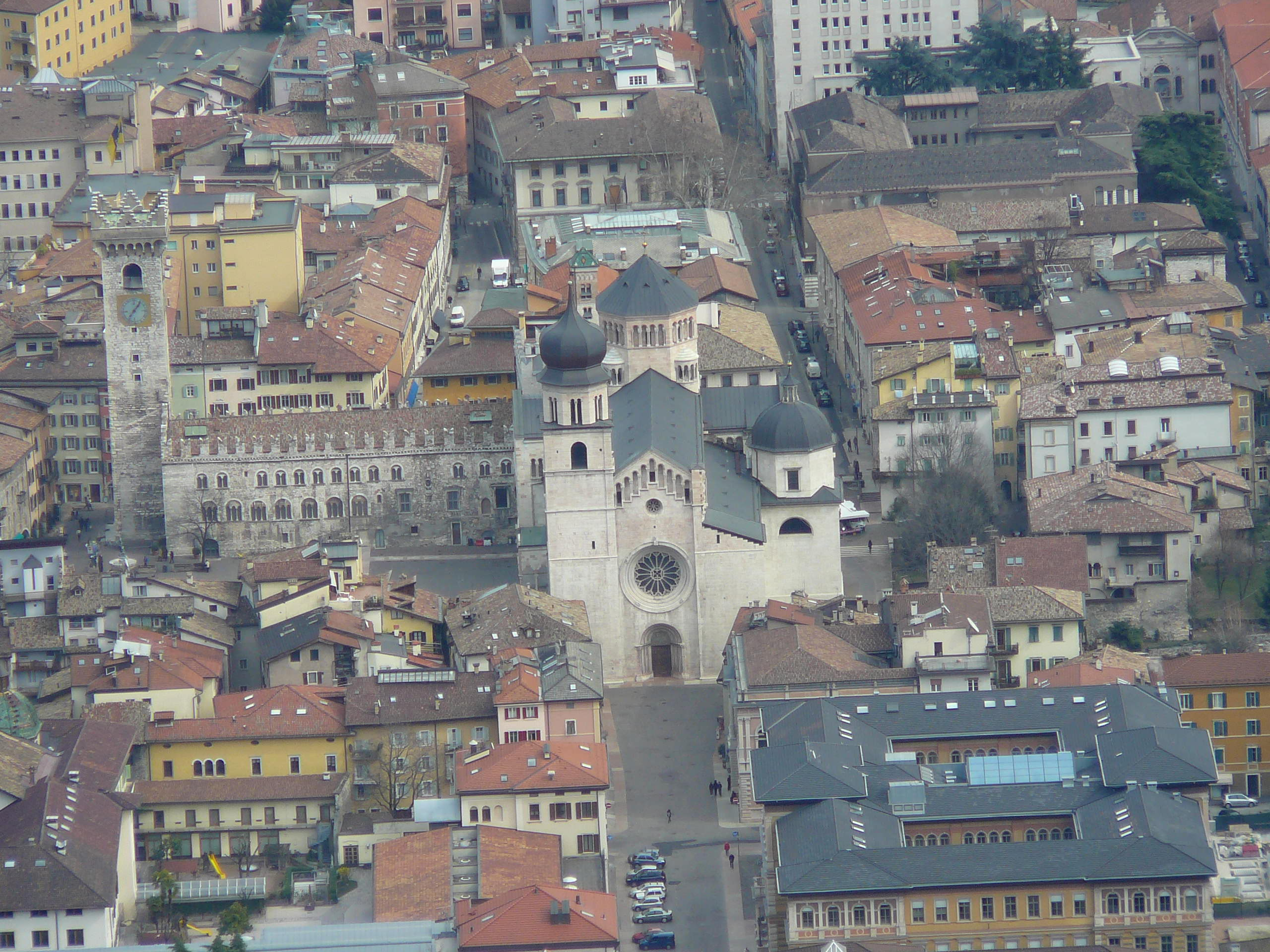
Vista aèria del Duomo o Catedral de Trento.

És un imponent edifici romànic-gòtic construït entre els segles XII-XIII. L'acompanya un campanar erigit al segle xvi. Hi ha monuments i restes de pintures al fresc dels segles xii i xv als braços del creuer. A la cripta queden restes de la basílica paleocristiana del segle vi i de la posterior reestructuració durant els segles IX i XII.
Va cobrar gran importància durant el Concili de Trento celebrat entre 1545 i 1563, on es va donar suport a la Contrareforma. Era l'època dels prínceps-bisbes, com Cristoforo Madruzzo.